# B2重型坦克
B2重型戰車（德語：Pz.Kpfw.B2，或稱B2戰車）是納粹德國在第二次世界大戰中在法國戰敗而取得的一款重型戰車。它原本是法國B1戰車， 其外觀、裝甲、作戰模式也和B1相同，只是大部分B2戰車移除了安裝在車體內的75毫米榴彈砲，只以4.7厘米SA 35 L/34戰車炮作戰。

## 使用國
- 納粹德國
- 法國

## 操作歷史
在德國成功入侵法國後,德國一共擄獲56輛B1。這些B1改名為Panzerkampfwagen B-2,大部分作為後線支援和訓練車輛。少部分改裝成噴火坦克,也有些在拆除炮塔後改裝為安裝固定式105毫米火炮的自行火砲。其後因炮火過時只用作德軍裝甲師作訓練用途。

## 內部連結
- B1